# Ипподромный мост
Ипподро́мный мост — пешеходный металлический балочный мост-теплопровод через Обводный канал в Адмиралтейском/Фрунзенском районе Санкт-Петербурга, соединяет Безымянный остров и левый берег Обводного канала.

## Расположение
Расположен восточнее створа Подъездного переулка. Выше по течению находится Боровой мост, ниже — Царскосельский железнодорожный мост.
Ближайшие станции метрополитена — «Обводный канал», «Пушкинская».

## Название
В 1910 году мосту было присвоено название Рузовский. Использовалось также название Бульварный мост, по располагавшемуся рядом бульвару вдоль Обводного канала. 
Современное название мост получил в 1944 году по находившемуся на Семеновском плацу (ныне Пионерская площадь) ипподрому, сгоревшему во время блокады.

## История
В 1900 году был построен деревянный трёхпролётный свайный проезжий мост. В 1904 году он был принят в ведение города. Мост неоднократно перестраивался в дереве. В 1944 году он был перестроен в пешеходный. К 1980-м годам это был деревянный трёхпролётный пешеходный мост на свайных опорах. 
Существующий мост был построен в 1985—1986 годах по проекту, разработанному инженерами В. И. Фельдманом, А. П. Петровым и архитектором 3. Г. Артемьевым. Пролётное строение было изготовлено на заводе и смонтировано с помощью двух кранов в течение трех часов. Работы выполнялись силами РСУ Мостотреста под руководством Ю. А. Петрова.

## Конструкция
Мост однопролётный металлический балочный. Устои свайные, козлового типа из монолитного железобетона. Пролётное строение выполнено в виде двух металлических цельносварных балок двутаврового сечения с криволинейным очертанием нижнего пояса с ортотропной плитой прохожей части. Между главными балками проложены теплофикационные трубы и инженерные коммуникации. Длина моста составляет 32,3 м, ширина — 3,3 м.
Покрытие прохожей части моста асфальтобетонное. Перильное ограждение металлическое простого рисунка, завершается на гранитными тумбами. Первоначально на устоях моста были установлены четыре металлических торшера освещения, однако в 2004 году они были демонтированы.